# Neopaganismo ítalo-romano

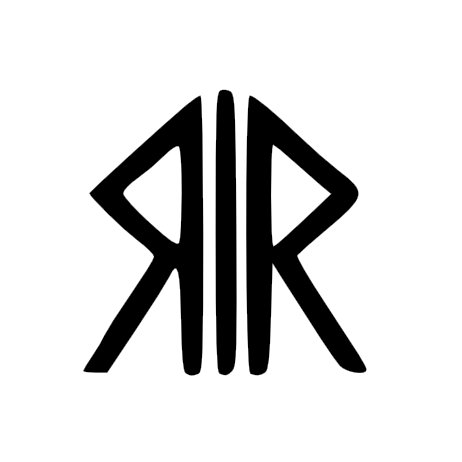
O símbolo do politeísmo romano. Os três Rs, de uma vista frontal, são as iniciais de "Roma Renovata Resurgit".

O neopaganismo ítalo-romano, conhecido variadamente como Religio Romana (Religião Romana) em latim, o Caminho Romano aos Deuses em italiano e espanhol (via romana agli dei e camino romano a los dioses, respectivamente), Cultus Deorum Romanorum (adoração dos deuses romanos), Tradição ítalo-romana ou Tradição romano-itálica e Religião Romana Gentia, é um movimento reconstrucionista contemporâneo revivendo cultos tradicionais romanos e religiosos itálicos consistindo de organizações vagamente relacionadas.

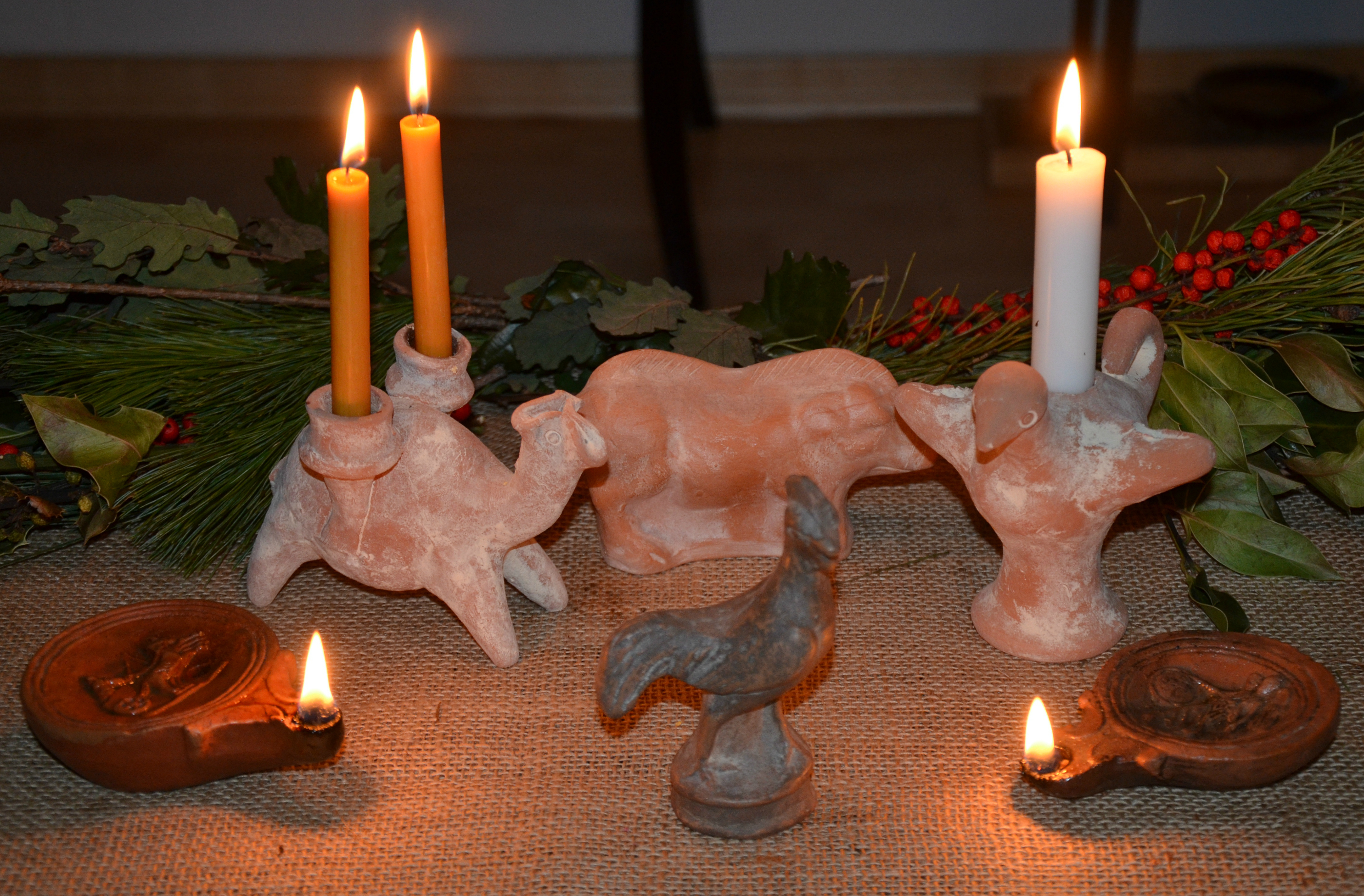
Altar para a Saturnália celebrada por seguidores do tradicionalismo romano-itálico.

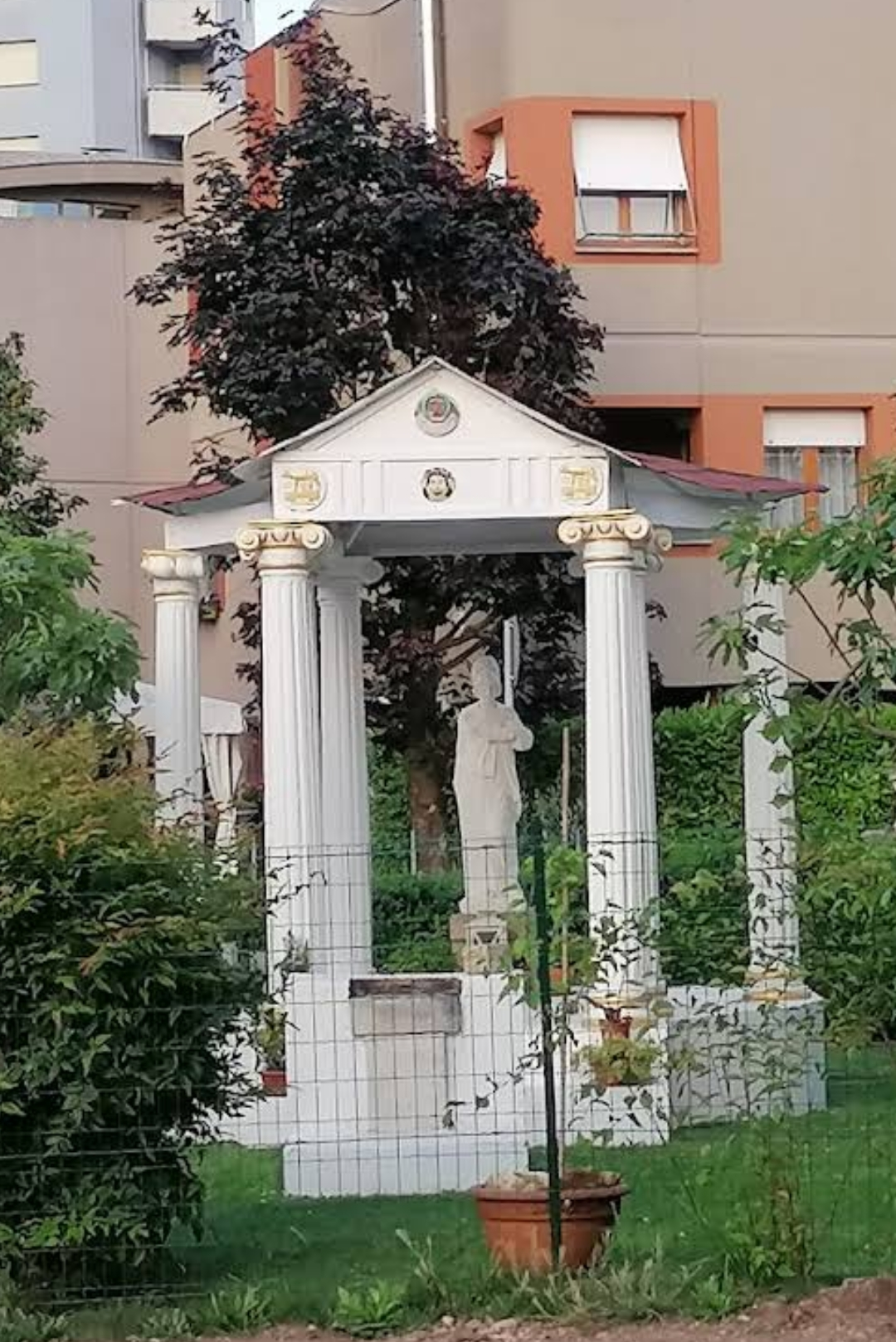
Templo neopagão de Minerva Médica em Pordenone, construído pela Associazione Tradizionale Pietas

Adeptos podem ser encontrados através da Europa Latina, principalmente Itália, mas também nas Américas, o último exemplificado por Nova Roma. Enquanto uma organização internacional, é legalmente baseada nos Estados Unidos, com uma maioria de seus membros vindos dos Estados Unidos e Canadá. Atividade religiosa em Nova Roma, entretanto, é também especialmente ativa nos países da Europa Central tais como a Hungria, bem como o Leste Europeu, particularmente a Ucrânia e Rússia. Organizações adicionais têm se tornado cada vez mais populares em anos recentes.

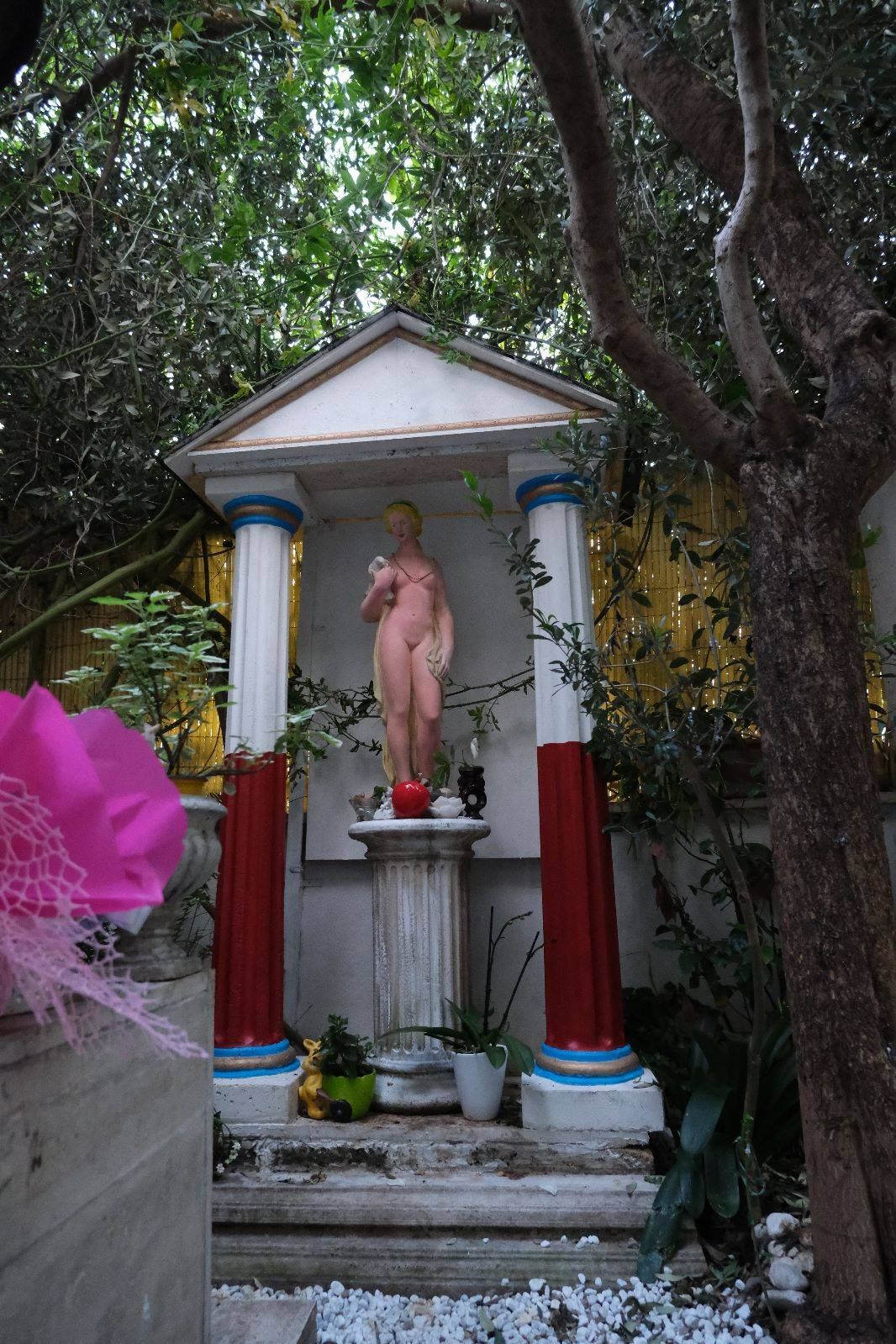
Templo de Vênus na sede da Pietas Comunità Gentile

Como geralmente agrupados na literatura italiana, os movimentos italianos podem não corresponder precisamente com a noção da literatura inglesa de reconstrucionismo, mas para uma noção mais abrangente de "tradicionalismo pagão romano". Vagamente influenciado pelo Grupo Ur de Julius Evola e Arturo Reghini nos anos 1920, vários outros grupúsculos têm aparecido na Itália, mais notadamente o Movimento Tradizionale Romano e Curia Romana Patrum nos anos 1980, qual unificou alguns calendários. Entre os sucessos do movimento na Itália estão dois casamentos: um em 1989 e um em 1992. CESNUR mantém uma página com várias outras organizações e sua história.

## Classificação
Alguns estudiosos da religião tendem a relacionar o "Caminho Romano aos Deuses" ao grupo de religiões pertencentes ao neopaganismo, enquanto grande parte dos aderentes refutam tanto essa associação e o próprio conceito de neopaganismo, como tendo vindo a desenvolver nas últimas décadas dos século XX. As principais organizações têm preferido aderir às fileiras das religiões étnicas europeias da ECER (European Congress of Ethnic Religion) em vez da Pagan Federation.

## Culto
O Caminho Romano aos Deuses é uma religião politeísta. Entretanto, como acontece também em outras tradições neopagãs, alguns grupos colocam ênfase na unidade de fundo do divino, da qual a multiplicidade faria expressão.
Alguns grupos, como o Movimento Tradizionale Romano, praticam rituais exclusivamente em ambientes privados, outros grupos, como a organização religiosa clássica "Pietas Comunità Gentile", oferecem a realização de rituais abertos ao público, principalmente em templos erguidos pela organização mencionada. O fundamento do culto público é a Pax Deorum (hominumque), isto é, o pacto entre os deuses e a comunidade humana juridicamente estabelecida. Transferido em âmbito privado, designa o acordo não escrito entre o/a praticante e a própria divindade, estabelecido e mantido pelo culto que, seguindo o antigo calendário romano, tem estabelecido liturgias, mas com alguns ajustes para a idade moderna. Entre os mais importantes, o sacrifício de sangue de animais não é praticado e os deuses são honrados com oferendas de incenso, velas, perfumes, produtos hortícolas, vinho e comida. Como no helenismo e na bruxaria, a gnose pessoal não verificada é permitida, ou seja, na ausência de comunidade, adorando aos deuses na solidão. A ética se refere ao conhece a ti mesmo grego, à filosofia (por exemplo, estoicismo e neoplatonismo), mas sobretudo ao mos maiorum romano.
Cada indivíduo adulto é um sacerdote de si próprio e adora antes de tudo o próprio Gênio (ou a própria Juno, no caso das mulheres), e Lares Familiares, divindades protetoras da própria casa, os Penates (divindades da pátria), os manes (espíritos dos antepassados), em segundo lugar as divindades, a quem as festividades do calendário do ano são consagradas. Tais deuses são os doze olímpicos com nomes romanos (Júpiter, Juno, Minerva, Marte, Apolo, Diana, Vênus, Baco, Netuno, Plutão, Ceres, Vulcano e Mercúrio) e outras divindades como Vesta, Proserpina, Hércules, Jano, Saturno, Quirino (ou seja, o deificado Rômulo), Eneias divinizado, Esculápio, Sol Invicto, Mater Matuta, Ana Perena, imperadores romanos deificados como César, Augusto, Trajano, Antonino Pio, Juliano ou Marco Aurélio, a deusa Roma, Cibele, Belona, Telo, Bona Dea, etc. e todos aqueles que ele considera protetores de si mesmo ou de sua família e comunidade.
As ocasiões rituais importantes, como os momentos de passagem da vida (nascimento, puberdade, casamento, morte), as festivas anuais ordinárias, as três pedras angulares do mês (calendas, nonas, idos), os solstícios, os equinócios e as fases da lua são frequentemente celebrados em comunidade. Em particular, os ritos relacionados com as fases da lua, as calendas, as nonas e os idos que se baseiam na lógica da evolução espiritual do indíviduo. Todos os anos, o colégio pontifício da organização religiosa clássica "Pietas Comunità Gentile" elabora o calendário das festividades com base em cálculos lunissolares, que são celebrados pelos praticantes em templos privados ou reconstruídos.
De importância fundamental é a leitura de textos antigos recebidos. A tradição gentil considera alguns poemas épicos como textos sagrados, em particular a Ilíada e a Odisseia de Homero (âmbito grego), e a Eneida de Virgílio (âmbito romano). Igualmente de valor sagrado conservar os Hinos Homéricos e órficos. Nas fontes antigas (tanto epigráficas tanto literárias) são encontradas muitas orações (Cícero, Lucrécio, etc.).

## História

### Teorias da continuidade
Diferentemente de outras expressões neopagãs, como a Wicca, no âmbito do Caminho Romano aos Deuses se afirma a sobrevivência da religião pagã romana, transmitida através dos séculos em forma esotérica, ou seja, secreta e privada. Em qualquer caso, considerando os Deuses eternos dispondo de fontes eternas sobre ritualidade para o culto privado, não faria contudo necessária alguma continuidade histórica. Apesar da interrupção da Pax Deorum, sucessiva abolição do culto público, e as leis de Teodósio (fim do século IV), que proibiu até o culto privado, a tradição cultual romana não teria sido extinta, mas seria conservada ao interior de algumas famílias. Eles secretamente transmitiam ao longo do tempo, constituindo um centro sacral oculto, que em períodos favoráveis da História faria também ter visibilidade e influência na realidade sócio-política italiana. Se cita como exemplo o aumento em Roma, em torno da metade do século XIV, da Acadêmia Romana de Pomponio Leto, de qual é notada a celebração ritual do Natal de Roma em 21 de abril, a evidência arqueológica de algumas inscrições descobertas no século XIX, a restauração do Pontífice Máximo, realizada por Leto mesmo. Tal Acadêmia foi dissolvida pelo Papa Paulo II em 1468 e seus membros encarcerados ou perseguidos.

### Período pós-clássico
O cristianismo foi introduzido tarde em Mani, com os primeiros templos gregos convertidos em igrejas durante o século XI. O monge bizantino Nicon "o Metanoita" (Νίκων ὁ Μετανοείτε) foi enviado no século X para converter os predominantemente pagãos maniotas. Embora sua pregação tenha iniciado o processo de conversão, levou mais de 200 anos para que a maioria aceitasse o cristianismo completamente nos séculos XI e XII. Patrick Leigh Fermor observou que os maniotas, isolados pelas montanhas, estavam entre os últimos gregos a abandonar a antiga religião, fazendo isso no final do século IX:
Isolados de influências externas por suas montanhas, os próprios maniotas semi-trogloditas foram os últimos gregos a se converterem. Eles só abandonaram a antiga religião da Grécia no final do século IX. É surpreendente lembrar que esta península de rocha, tão perto do coração do Levante de onde brota o cristianismo, deveria ter sido batizada três séculos inteiros após a chegada de Santo Agostinho na distante Kent.

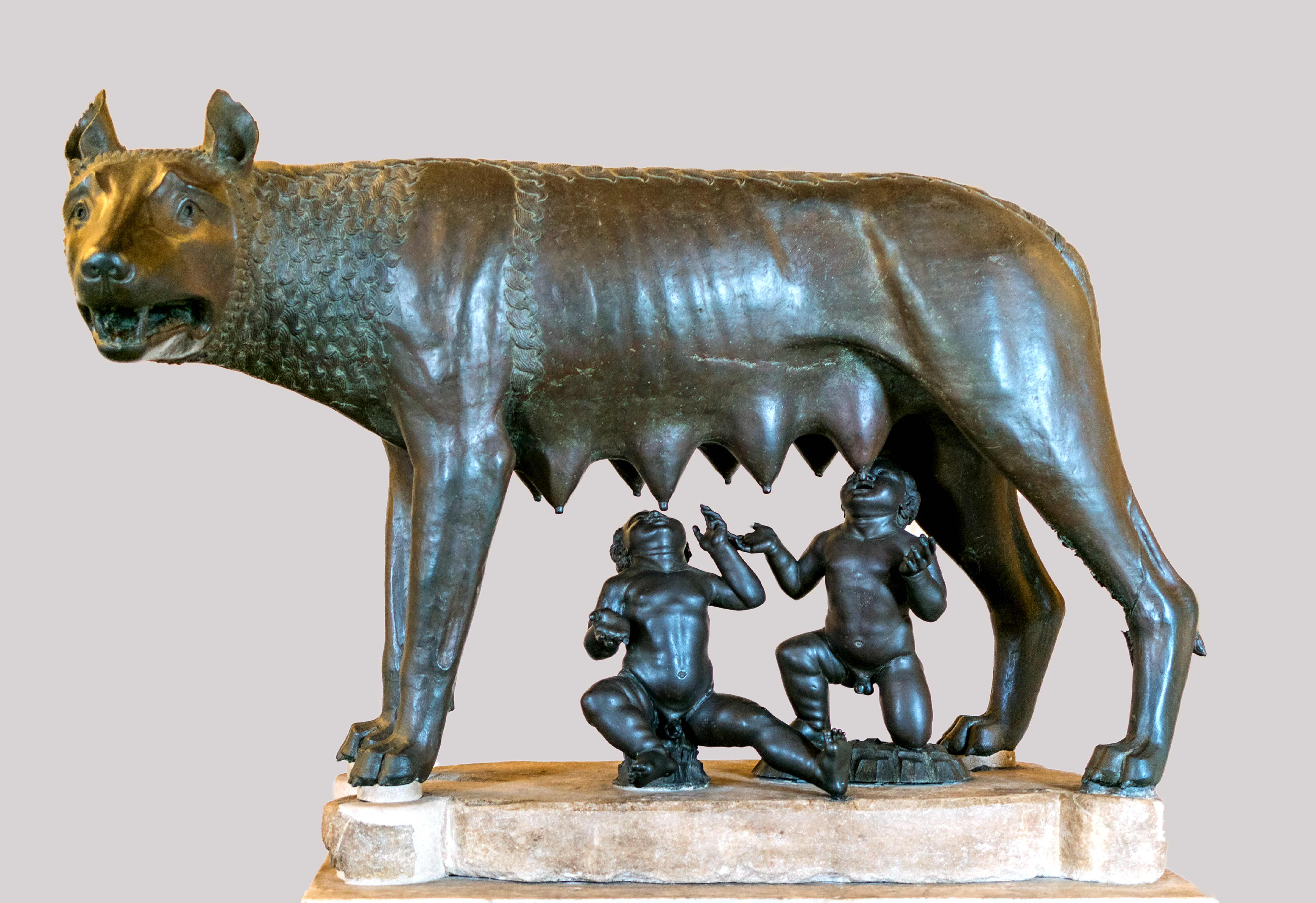
Loba Capitolina, escultura da loba alimentando os gêmeos Rômulo e Remo, a mais famosa imagem associada com a fundação de Roma.

De acordo com Constantino VII em De Administrando Imperio, os maniotas eram chamados de "helenos" e somente foram totalmente cristianizados no século IX, apesar de algumas ruínas de igrejas do século IV indicarem a presença cristã primitiva. O terreno montanhoso da região permitiu que os maniotas escapassem dos esforços de cristianização do Império Romano do Oriente, preservando assim as tradições pagãs, que coincidiram com anos significativos na vida de Gemisto Pletão.
Outra área segura para os pagãos era a cidade de Harã que, apesar da perseguição de seus habitantes pagãos pelo imperador bizantino Maurício, permaneceu uma cidade amplamente pagã até o início do período islâmico. Quando a cidade foi sitiada pelos exércitos do Califado Rashidun em 639–640, foi a comunidade pagã que negociou sua rendição pacífica. Sob o governo subsequente dos califados, Harã se tornou um grande assentamento dentro da região de Diar Modar e manteve um grau significativo de autonomia. Durante a Primeira Fitna, o povo de Harã ficou do lado de Moáuia I em vez de Ali na Batalha de Sifim em 657, o que supostamente resultou em uma retaliação brutal de Ali, que massacrou grande parte da população.
Sob o Califado Omíada (661–750), Harã prosperou e foi selecionada como capital pelo último califa omíada, Maruane II, de 744 a 750. Essa mudança pode ter sido influenciada pelas simpatias pagãs da cidade e sua posição estratégica perto das províncias orientais do império. A proeminência da cidade sob o governo omíada a viu crescer como um centro cultural e acadêmico, com o estabelecimento da primeira universidade muçulmana em 717 sob Omar II, atraindo acadêmicos de todo o mundo islâmico.
Embora Harã tenha perdido o seu estatuto de capital sob o Califado Abássida, continuou a florescer, particularmente durante o reinado de Harune Arraxide (786–809), quando a sua universidade se tornou um centro fundamental para a tradução e a actividade intelectual. A religião local, misturando elementos do paganismo mesopotâmico e do neoplatonismo, persistiu até o século X, embora decretos periódicos impusessem conversões ao islamismo, especialmente sob Almamune em 830. No entanto, Harã manteve sua heterogeneidade, com uma população que incluía muçulmanos, cristãos, judeus, e uma variedade de outros grupos religiosos.

### Do Renascimento ao Risorgimento
Traços de antigas religiões romanas e mediterrâneas sobrevivem por meio da Ordem Egípcia Osiriana (OOE), que se originou de sacerdotes que fugiram de Alexandria por volta de 391 d.C. após a destruição do Serapeum e se estabeleceram em Nápoles. A OOE preservou as tradições rituais greco-romanas e egípcias continuamente ao longo dos séculos. Giuliano Kremmerz foi iniciado na OOE no final do século XIX, e fundou a Irmandade de Myriam, que descende diretamente da OOE. Este fenômeno pode ser entendido como uma forma de sobrevivência, em oposição ao renascimento, de práticas rituais antigas, e influenciou alguns grupos pagãos modernos na Itália.
O interesse em reviver as antigas tradições religiosas romanas pode ser rastreado até o Renascimento, com figuras como Gemisto Pletão, que influenciou Cosme de Médici a estabelecer a Academia Neoplatônica Florentina, e Júlio Pomponio Leto (aluno de Pletão), que defendeu um renascimento e estabeleceu a academia romana que celebrava secretamente o Natale di Roma, um festival anual realizado em Roma em 21 de abril para celebrar a fundação da cidade. De acordo com a lenda, diz-se que Rômulo fundou a cidade de Roma em 21 de abril de 753 a.C. Desta data, a cronologia romana derivou seu sistema, conhecido pela frase latina Ab urbe condita, que significa 'desde a fundação da cidade', que contava os anos a partir desta suposta fundação. A Academia foi dissolvida em 1468, quando o Papa Paulo II ordenou a prisão e execução de alguns dos membros. O Papa Sisto IV permitiu que Leto reabrisse a academia até o Saque de Roma de 1527.
Após a Revolução Francesa, o advogado francês Gabriel André Aucler (meados de 1700–1815) adotou o nome Quintus Nautius e buscou reviver o paganismo, se autointitulando seu líder. Ele desenhou roupas religiosas e realizou ritos pagãos em sua casa. Em 1799, ele publicou La Thréicie, apresentando suas visões religiosas. Seus ensinamentos foram posteriormente analisados por Gérard de Nerval em Les Illuminés (1852). Admirando a Grécia Antiga e a Roma Antiga, Aucler apoiou a Revolução Francesa e viu isso como um caminho para restaurar uma antiga república. Ele adotou o nome de Quintus Nautius, reivindicou a linhagem sacerdotal romana e realizou ritos órficos em sua casa. Seus seguidores eram principalmente sua família. Em 1799, ele publicou La Thréicie, defendendo o renascimento do paganismo na França, condenando o cristianismo, e promovendo a animação universal.
Em seus últimos anos, Aucler publicou um poema que alguns interpretam como uma retratação de suas crenças. Ele morreu em 1815 em Burges. Seus ritos pagãos influenciaram o ocultista Lazare Lenain [ fr ], enquanto Gérard de Nerval escreveu um ensaio sobre ele em Les Illuminés (1852).
Durante a Itália do século XIX, a queda dos Estados Papais e o processo de unificação italiana fomentaram o sentimento anticlerical entre a intelectualidade. Intelectuais como o arqueólogo Giacomo Boni e o escritor e pagão Roggero Musmeci Ferrari Bravo promoveram a restauração das práticas religiosas romanas.

### Era moderna

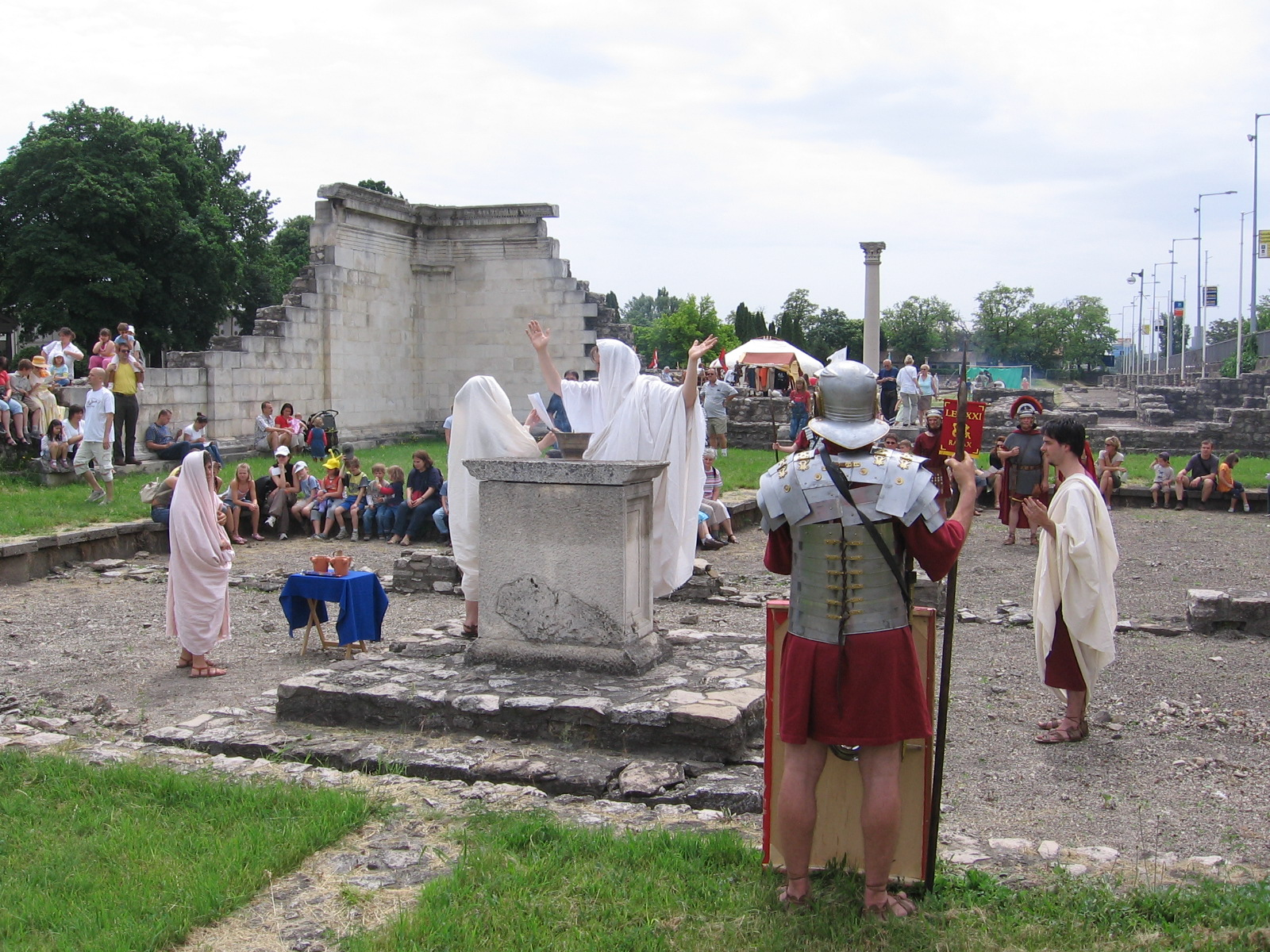
Celebração da Floralia em Budapeste (Aquinco) organizada pela associação Nova Roma.

Alguns revivalistas religiosos também estavam envolvidos no ocultismo, pitagorismo, e maçonaria, incluindo figuras como Amedeo Rocco Armentano, Arturo Reghini, e Giulio Parise. Em 1914, Reghini publicou Imperialismo Pagano (Imperialismo Pagão), reivindicando uma linhagem iniciática ininterrupta na Itália que ligava a religião romana antiga aos tempos modernos, por meio de figuras históricas como Numa Pompílio, Virgílio, Dante Alighieri, e Giuseppe Mazzini.
Os esforços para reviver os cultos romanos se alinharam com a ascensão do Partido Nacional Fascista, e vários politeístas tentaram formar alianças com o fascismo. No entanto, a assinatura do Tratado de Latrão em 1929 por Benito Mussolini e o Papa Pio XI deixou politeístas como Musmeci e Reghini desiludidos. Influenciados pelo trabalho de Reghini e pelo Grupo Ur, grupos modernos surgiram na Itália, incluindo a Associazione Tradizionale Pietas (estabelecida em 2005) e o Movimento Tradicional Romano.
O apelo público pela espiritualidade romana pré-cristã nos anos seguintes ao fascismo foi amplamente impulsionado por Julius Evola. No final da década de 1960, um renovado interesse "operacional" nas tradições pagãs romanas emergiu dos círculos de jovens ao redor de Evola, particularmente no que diz respeito à experiência do Gruppo di Ur. Os escritos de Evola incorporaram conceitos de fora da religião romana clássica, como o budismo, o hinduísmo, a magia sexual, e a nudez ritual privada. Este período viu a ascensão do Gruppo dei Dioscuri em cidades como Roma, Nápoles, e Messina, que publicou uma série de quatro livretos, incluindo títulos como L'Impeto della vera cultura e Rivoluzione Tradizionale e Sovversione, antes de desaparecer da vista do público.

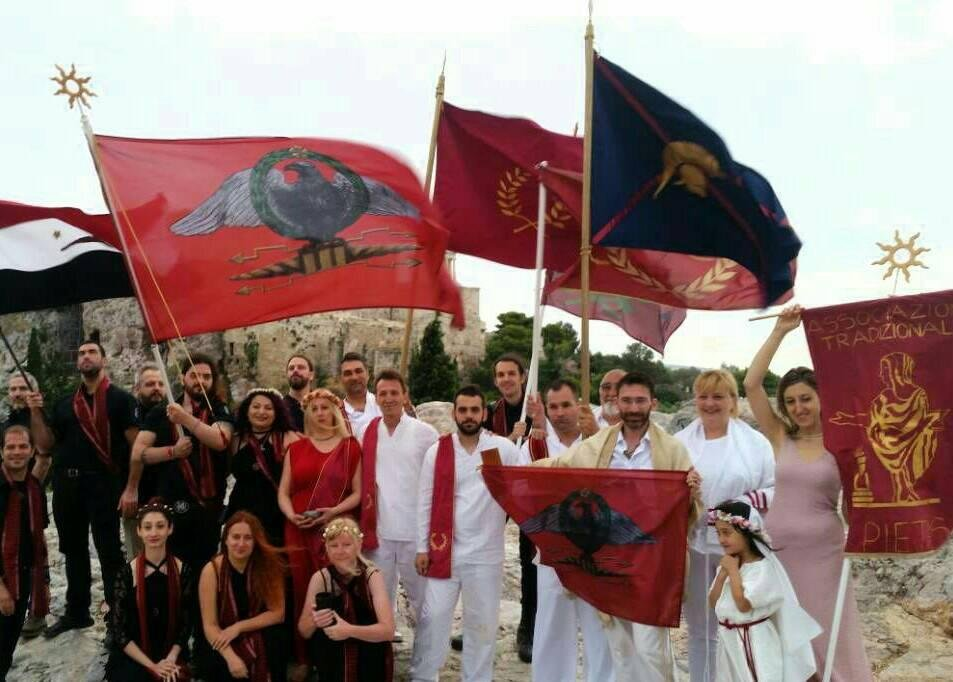
Thyrsus, YSEE & Pietas Comunità Gentile

Ao contrário de algumas alegações de dissolução, particularmente por Renato del Ponte, o grupo continuou suas atividades após a morte de seu fundador em 2000, com sua última aparição pública sendo uma conferência intitulada "Oltre ogni distruzione – la Tradizione vive". O interesse pela religião romana antiga também apareceu na revista evoliana Arthos, fundada em Gênova em 1972, dirigida por Renato del Ponte, autor de obras como Dei e miti italici (1985) e La religione dei Romani (1993). Em 1984, as experiências dos Dioscuri foram revisitadas no Gruppo Arx liderado por Salvatore Ruta, um antigo membro do grupo original. Entre 1984 e 1986, a Associação Pitagórica, considerada uma continuação do grupo original de Arturo Reghini, surgiu na Calábria e na Sicília, publicando a revista Yghìeia até sua extinção em 1988. O membro Roberto Sestito iniciou então várias atividades editoriais, incluindo a revista Ignis (1990–1992) e o boletim Il flauto di Pan (2000), embora os temas pagãos-romanos estivessem notavelmente ausentes. A editora genovesa Il Basilisco lançou inúmeras obras na Collana di Studi Pagani entre 1979 e 1989, apresentando textos de figuras notáveis como Símaco, Porfírio, e o imperador Juliano. O tema da Tradição Romana também apareceu no periódico Politica Romana (1994–2004) pela associação Senatus, considerada por muitos como uma publicação romano-pagã, pitagórica, e "Reghiniana". Um ativista proeminente durante esse tempo foi o ator Roberto Corbiletto, que morreu misteriosamente em um incêndio causado por um raio em 1999.

### Anos 2000

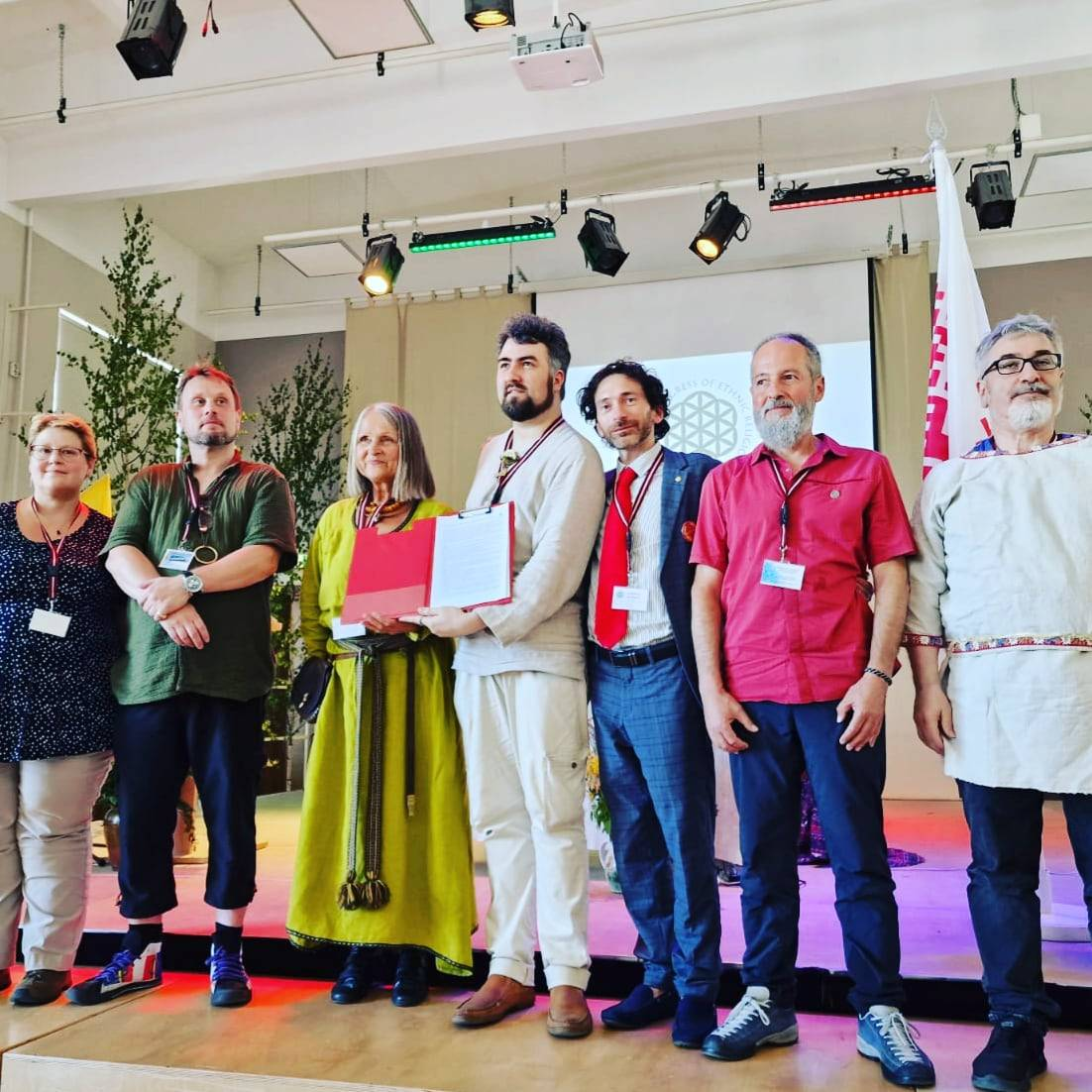
Congresso Europeu de Religiões Étnicas (ECER) 2023

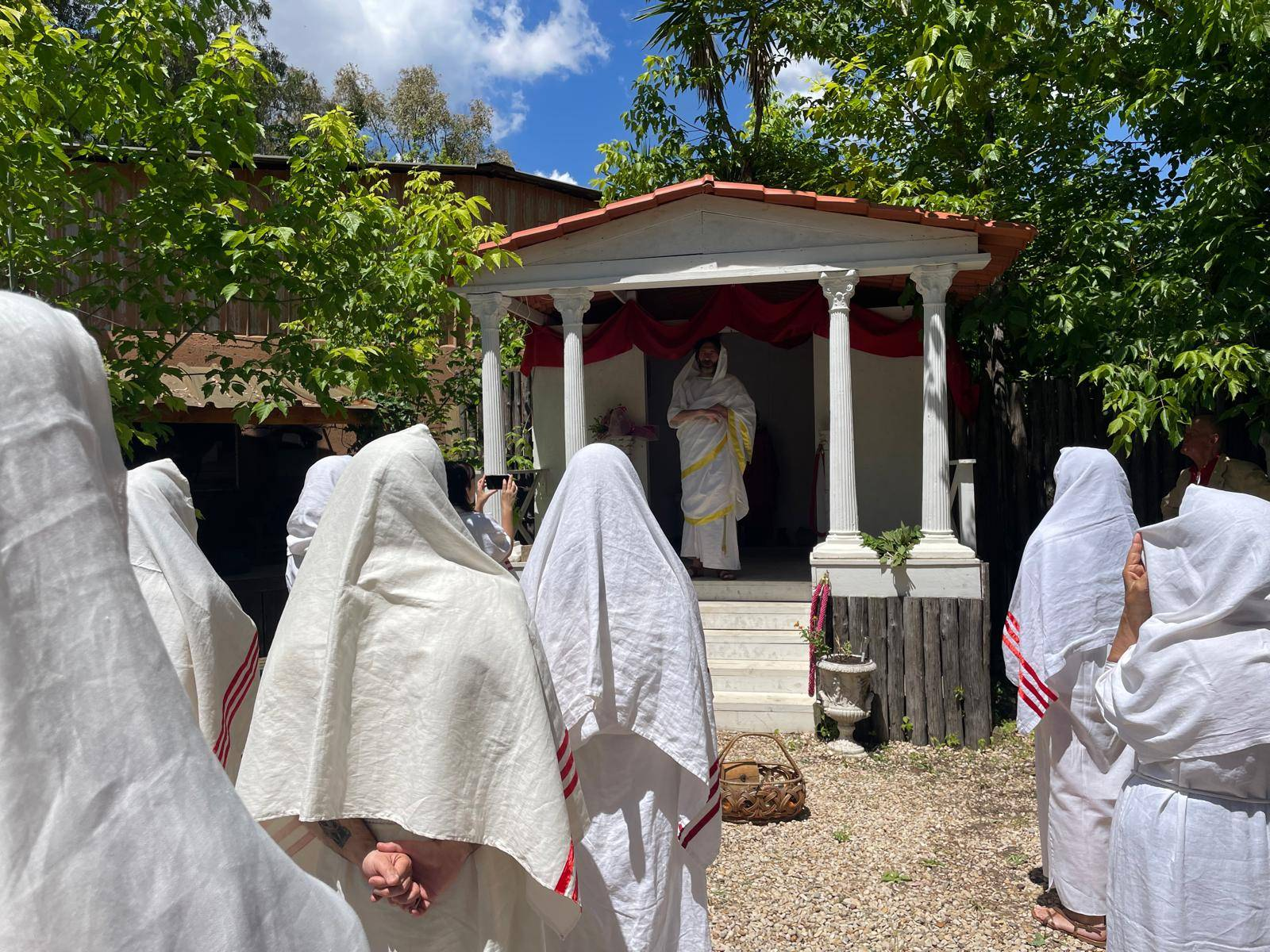
Celebração do 2777º Natale di Roma no Templo de Marte na Via Ápia

Na década de 2000, a Associazione Tradizionale Pietas começou a reconstruir templos em toda a Itália e buscou reconhecimento legal do Estado, inspirando-se em grupos semelhantes, como o YSEE, na Grécia. Em 2023, a Pietas participou da reunião da ECER, que resultou na assinatura da Declaração de Riga, que exige o reconhecimento das religiões étnicas europeias.
Rituais públicos, como os que celebram o antigo festival do Natale di Roma, também foram retomados nos últimos anos. Atualmente, o Natale di Roma tem sido celebrado com conferências e encenações históricas. Nos últimos anos, este evento recuperou importância, levando as instituições italianas a reconhecê-lo ainda mais. Associações como o "Gruppo Storico Romano" (GSR) contribuíram para a organização do evento por meio de encenações históricas e eventos religiosos em conjunto com as associações afiliadas envolvidas na religião romana moderna. O Gruppo Storico Romano organiza anualmente um desfile com participantes em trajes de época e representações de cenas da vida e celebrações antigas que ecoam os ritos religiosos da Roma Antiga.
Em 2024, foi realizado o 2777º "Natale di Roma", com a participação de representantes institucionais italianos. Durante o evento, foi anunciado um plano para aumentar o financiamento para reconstituições históricas e uma possível legislação destinada a regulamentar tais celebrações, a fim de preservar e valorizar as tradições culturais. Além disso, a banda do Exército Italiano participou das comemorações. Todos os anos, organizações de toda a Europa vêm celebrar esta data, demonstrando a importância e o apelo internacional do evento.
A ideia de praticar a religião romana na era moderna se espalhou para além da Itália, com praticantes encontrados em países da Europa e das Américas. A organização internacional mais proeminente é a Nova Roma, fundada em 1998, com grupos ativos em todo o mundo.